# Weißspitzen-Riffhai
Der Weißspitzen-Riffhai (Triaenodon obesus) ist die einzige Art der Gattung Triaenodon innerhalb der Requiemhaie (Carcharhinidae). Es handelt sich um einen mittelgroßen Hai mit einer durchschnittlichen Körperlänge von etwa 1,50 Meter. Der Weißspitzen-Riffhai ist gekennzeichnet durch einen schlanken Körper mit einem breiten Kopf, charakteristisch sind zudem deutlich ausgebildete Hautlappen neben den Nasenlöchern, große ovale Augen mit vertikalen Pupillen sowie die namensgebende weiße Färbung der Spitzen der Rückenflossen und der Schwanzflosse. Dabei handelt es sich um einen der häufigsten Haie in den Korallenriffen des Indopazifik, mit einem Verbreitungsgebiet, das westlich bis Südafrika und östlich bis an die Küste Zentralamerikas reicht. Er lebt vor allem in klarem Wasser nahe dem Meeresboden in Wassertiefen von 8 bis 40 Metern.
Anders als andere Requiemhaie können Vertreter dieser Art auf dem Meeresboden ruhen. Während des Tages ruhen Weißspitzen-Riffhaie die meiste Zeit in Riffhöhlen und -spalten. Nachts jagen diese Haie in Gruppen nach Knochenfischen, Krebstieren und Kopffüßern. Ihr langgezogener Körper erlaubt es ihnen, in engen Spalten und Löchern nach versteckten Beutetieren zu suchen.
Weißspitzen-Riffhaie sind ortstreu; einzelne Individuen können sich innerhalb eines Riffgebietes über Monate oder Jahre aufhalten oder regelmäßig in diese Gebiete zurückkehren. Die Art ist lebendgebärend (vivipar). Bei den wenigen bislang beobachteten Paarungen verfolgte das Männchen das fruchtbare Weibchen und versuchte, die Brustflossen des Weibchens zu greifen und es in eine Paarungsposition zu manövrieren. Die Weibchen bringen nach einer Tragzeit von 10 bis 13 Monaten 1 bis 6 Junghaie zur Welt.
Aufgrund der hellen Flossenspitzen wird die Art manchmal mit dem Silberspitzenhai verwechselt. Die gelegentlich verwendete deutsche Bezeichnung Riff-Weißspitzenhai und der wörtlich gleichbedeutende französische Name Requin pointes blanches de récif stehen beide für den Silberspitzenhai.

## Merkmale

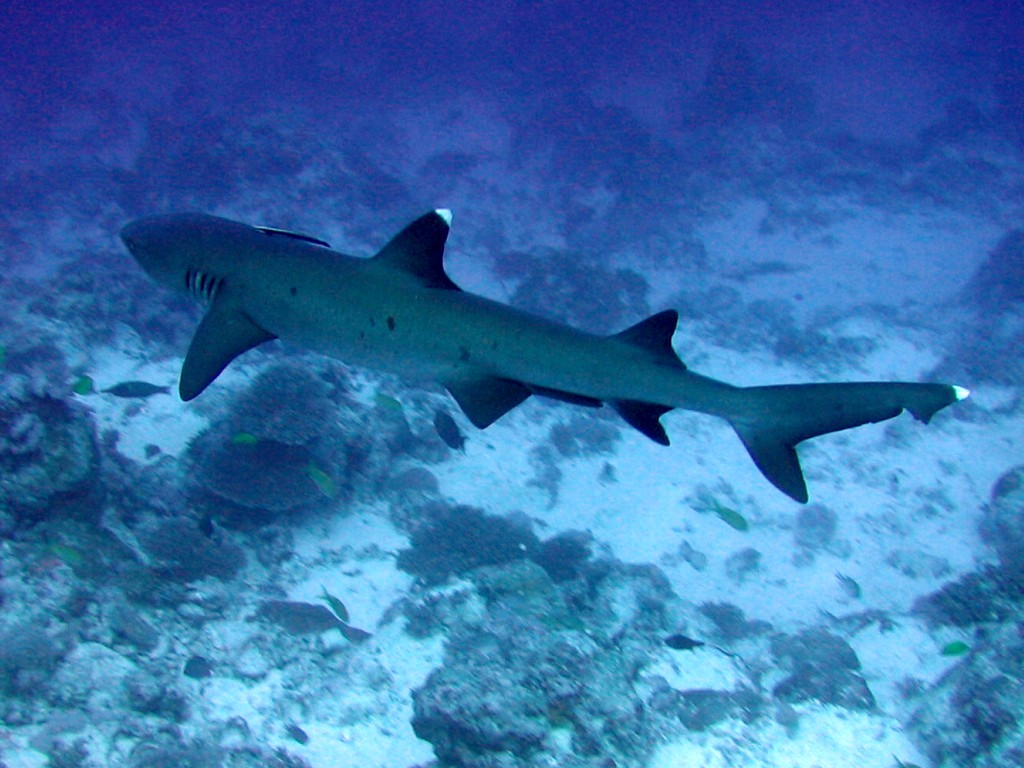
Weißspitzen-Riffhai

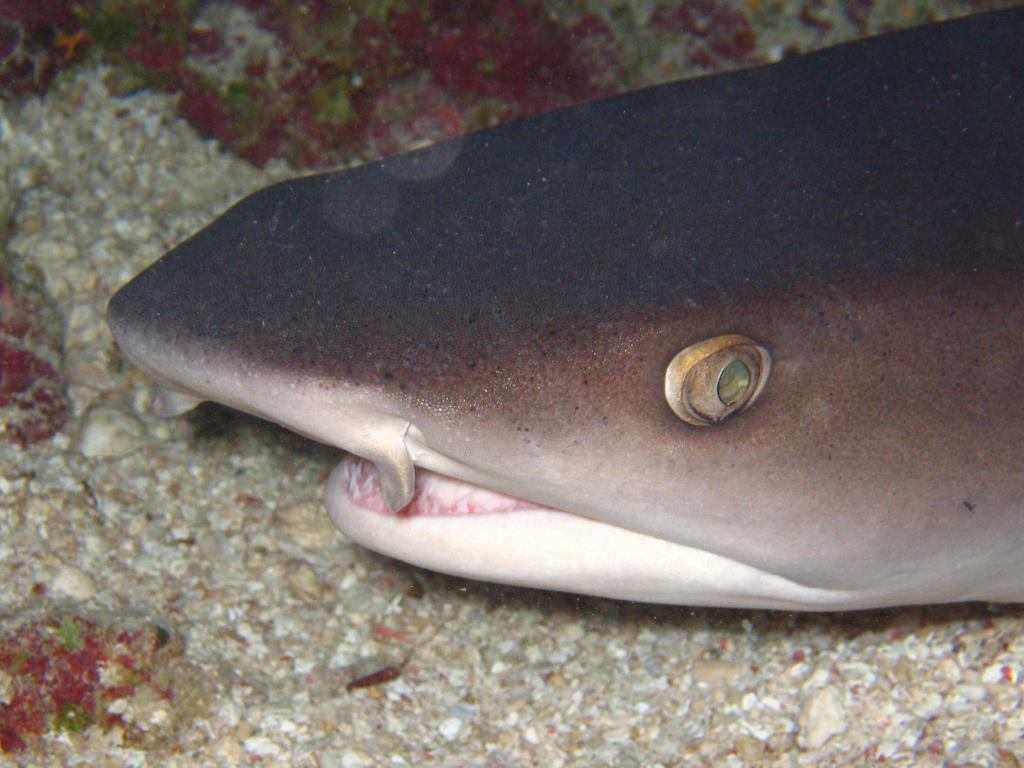
Der Kopf eines Weißspitzen-Riffhais in Nahaufnahme mit deutlicher schaufelförmiger Schnauze, ovalen Augen und deutlichen Hautlappen im Bereich der Nasenlöcher.

Der Weißspitzen-Riffhai ist ein vergleichsweise kleiner Requiemhai, der nur selten eine Körperlänge von 1,60 Meter überschreitet. Die maximale Körperlänge wird in der Regel mit 2,10 Meter angegeben, wobei diese auf der Abschätzung einer Sichtung basiert und zweifelhaft sein kann. Das nachgewiesene Maximalgewicht lag bei 18,3 Kilogramm. Der Hai hat einen schlanken Körper mit einem kurzen und breiten Kopf, die Schnauze ist abgeflacht und gerundet. Die Rückenfarbe ist grau bis bräunlich mit einer individuellen Zeichnung aus schwarzen Flecken, der Bauch ist weiß. Die Spitzen der ersten Rückenflosse und des oberen Schwanzflossenlobus, manchmal auch die der zweiten Rückenflosse und des unteren Schwanzflossenlobus, sind leuchtend weiß.
Im Bereich der Nasenlöcher befinden sich verlängerte, bartelähnliche Hautlappen. Die Augen sind klein und oval mit senkrechter Pupille und deutlichen Stegen über den Augen; häufig befindet sich hinter den Augen ein kleiner, deutlicher Knoten. Das Maul ist deutlich abwärts gebogen, wodurch der Hai einen „grimmigen Ausdruck“ bekommt, und besitzt kurze Gruben in den Mundwinkeln. Das Gebiss besteht im Oberkiefer aus 42 bis 50 und im Unterkiefer aus 42 bis 48 Zähnen, wobei jeder Zahn eine einzelne schmale und ungezähnte, glatte Mittelspitze besitzt, die beidseitig von deutlich kleineren Seitenspitzen flankiert wird. Wie bei anderen Haien liegen hinter diesen Zähnen weitere Zahnreihen.
Die erste der beiden Rückenflossen liegt vergleichsweise weit hinten und damit näher an den Bauchflossen als den Brustflossen. Die zweite Rückenflosse und die Afterflosse sind groß und haben eine Höhe von etwa der Hälfte bis Dreiviertel der Höhe der ersten Rückenflosse. Ein Interdorsalkamm zwischen beiden Rückenflossen ist nicht vorhanden. Die breiten, dreieckigen Brustflossen beginnen am oder kurz vor der 5. Kiemenspalte. Der untere Lobus der Schwanzflosse ist etwa halb so lang wie der obere, der eine deutliche Kerbe nahe dem oberen Ende aufweist. Die Hautzähnchen sind klein und überlappen sich. Sie besitzen in der Regel sieben horizontale Schuppenkiele, wodurch die Haut eine samtglatte Oberfläche hat.
Anders als die Arten der Gattung Carcharhinus und die meisten anderen Arten der Requiemhaie verfügt der Weißspitzen-Riffhai über ein Spritzloch. Während seine Verwandten durchgehend schwimmen müssen, damit die Kiemen von Wasser umspült werden, kann dieser Hai das Atemwasser in den Kiemenraum pumpen und so ruhig auf dem Meeresboden liegen. Durch das Spritzloch minimiert er dabei die Aufnahme von Sand durch das Maul.

## Verbreitung und Lebensraum

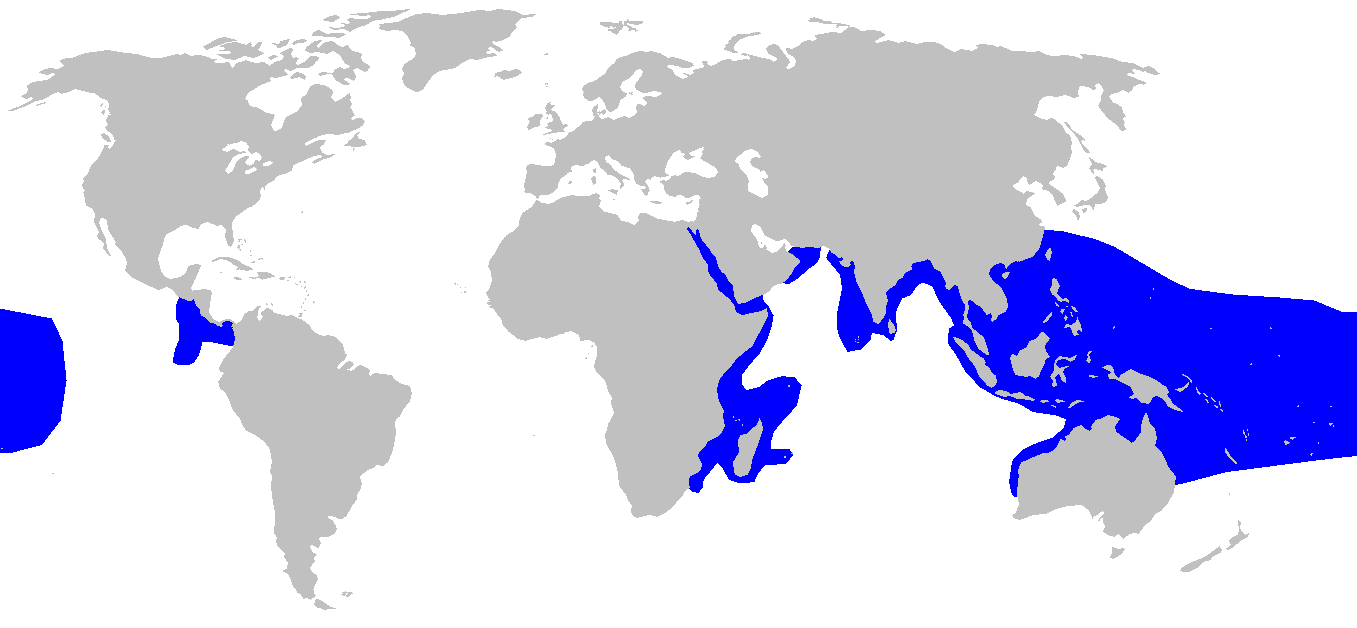
Verbreitungsgebiet des Weißspitzen-Riffhais

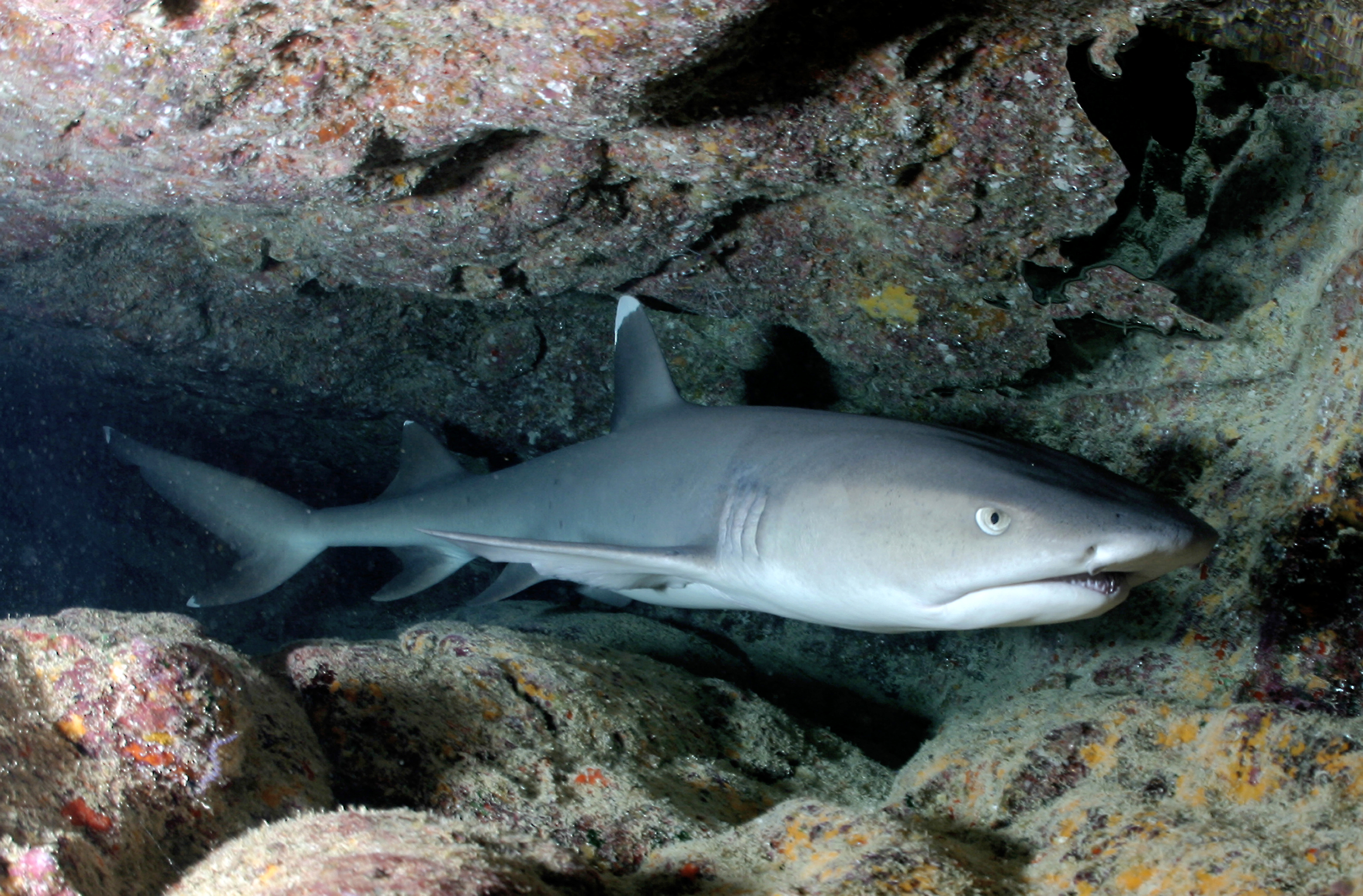
Weißspitzen-Riffhai

Das Verbreitungsgebiet des Weißspitzen-Riffhais umfasst ein großes Gebiet des Indopazifiks. Es reicht im Indischen Ozean von KwaZulu-Natal in Südafrika über die ostafrikanische Küste bis zum Roten Meer und zum Indischen Subkontinent einschließlich der Gebiete um Madagaskar, Mauritius, die Komoren, die Aldabra-Gruppe, die Seychellen, Sri Lanka, die Malediven und den Chagos-Archipel. Im westlichen und Zentralpazifik reicht es vom südlichen China, Taiwan und den Ryūkyū-Inseln bis nach Südostasien einschließlich der Philippinen, Indonesien sowie der Nordküste Australiens. Außerdem lebt er im Bereich zahlreicher pazifischer Inselgruppen wie Melanesien, Mikronesien und Polynesien bis nach Hawaii im Norden sowie die Pitcairninseln im Südosten. Im östlichen Pazifik ist er zudem in den Küstenregionen Costa Ricas bis Panama verbreitet, und eine Randpopulation lebt in der Region der Galapagosinseln.
Die Haie sind fast immer in Korallenriffen anzutreffen, wo sie vor allem im Bereich des Riffdachs und der vertikalen Riffhänge sowie über Sandbänken, in Lagunen und in der Nähe von Abhängen in tiefere Meeresbereiche leben. Sie bevorzugen klares, sauberes Wasser und schwimmen selten sehr weit oberhalb des Meeresbodens. Dabei ist diese Art in Tiefen von 8 bis 40 Metern besonders häufig. Gelegentlich begeben sich einzelne Individuen in Flachwasserbereiche mit weniger als einem Meter Wassertiefe. Die maximale Tiefe, in der ein Weißspitzen-Riffhai bislang gefangen wurde, lag bei etwa 330 Metern im Bereich der Ryūkyū-Inseln.

## Lebensweise

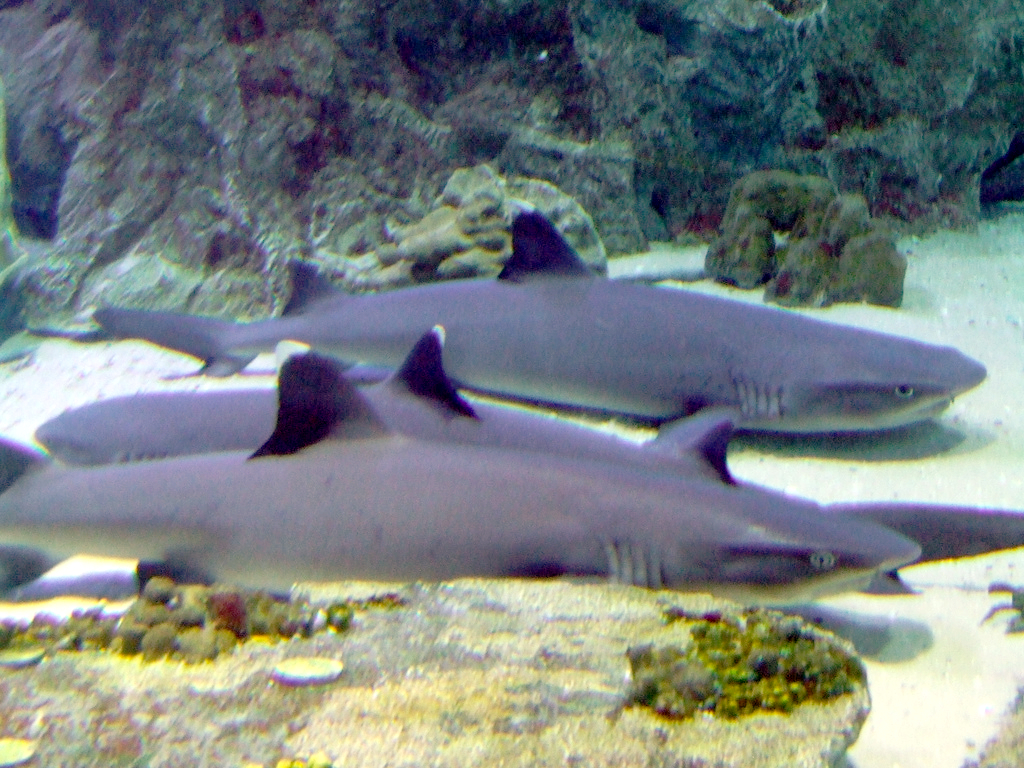
Weißspitzen-Riffhaie (hier in einem Aquarium) verbringen einen großen Teil des Tages auf dem Meeresgrund liegend.

Der Weißspitzen-Riffhai ist neben dem Schwarzspitzen-Riffhai (Carcharhinus melanopterus) und dem Grauen Riffhai (Carcharhinus amblyrhynchos) eine der drei häufigsten Arten der Korallenriffe des Indopazifiks. Dabei überschneidet sich der Lebensraum der drei Arten stark, allerdings bevorzugt der Schwarzspitzen-Riffhai flache Meeresbereiche, während der Graue Riffhai häufig in den Randbereichen der Korallenriffe auftritt. Der Weißspitzen-Riffhai bewegt sich durch starke Schlängelbewegungen seines Körpers vorwärts und kann – anders als andere Requiemhaie – längere Zeit bewegungslos auf dem Meeresboden liegen, wobei er aktiv Atemwasser durch seine Kiemen pumpt.
Die Art ist weitgehend nachtaktiv und verbringt einen großen Teil des Tages ruhend in Höhlen liegend, wobei sie einzeln oder auch mit mehreren Individuen nebeneinander liegen können. Im Bereich um Hawaii ruhen sie häufig in unterseeischen Vulkanschloten, während sie bei Costa Rica auch offen auf Sandbänken liegen können.
Weißspitzen-Riffhaie sind ortstreu und einzelne Individuen können sich innerhalb eines Riffgebietes über Monate oder Jahre aufhalten oder regelmäßig in diese Gebiete zurückkehren. Nur selten schwimmen sie längere Strecken und lassen sich an anderen Stellen nieder. Durch eine Studie am Johnston-Atoll wurde ermittelt, dass sich innerhalb eines Zeitraums bis zu einem Jahr keiner der markierten Haie mehr als 3 Kilometer von dem Ort des ersten Fangs entfernt hatte. Eine weitere Studie im Rangiroa-Atoll in Französisch-Polynesien konnte belegen, dass nach mehr als 3 Jahren etwa 40 % der gefangenen Haie noch immer im selben Riff lebten. Einzelne Individuen ruhen über Monate bis Jahre regelmäßig in derselben Höhle. Der Aufenthaltsbereich eines Weißspitzen-Riffhais umfasst tagsüber etwa 0,05 km2 und nachts etwa 1 km2. Die Haie sind dabei nicht territorial und teilen ihr Aufenthaltsgebiet mit Artgenossen; Drohgebärden gegenüber diesen kommen nicht vor.

### Ernährung

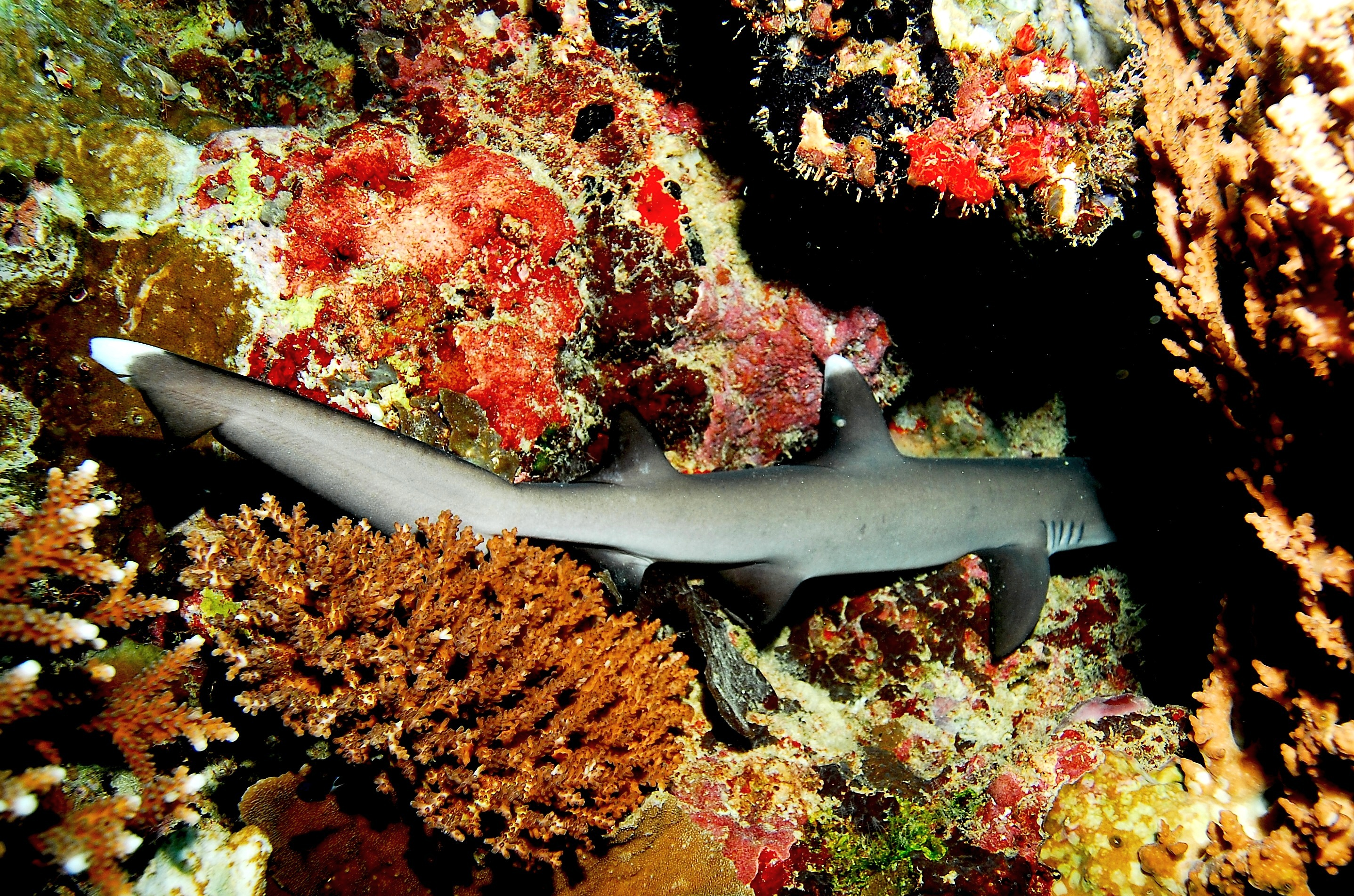
Der Weißspitzen-Riffhai lebt und jagt vor allem in Korallenriffen

Der Weißspitzen-Riffhai ernährt sich vor allem von kleinen Knochenfischen, die im Korallenriff leben. Dazu gehören vor allem Aale, Soldaten- und Husarenfische, Schnapper, Riffbarsche, Doktorfische, Papageifische, Drückerfische und Meerbarben. Außerdem jagt er nach Kopffüßern und Krebstieren wie Langusten und Krabben. Aufgrund seines schlanken und beweglichen Körpers ist der Hai in der Lage, sich in die Felsspalten und Höhlen des Riffs zu pressen und auf diese Weise Beutetiere zu erreichen, die für andere Riffhaie unerreichbar sind. Bei der Jagd im Freiwasser sind sie dagegen vergleichsweise ungeschickt. Der Hai reagiert sehr empfindlich auf olfaktorische, akustische und auch elektrische Reize, die von seinen Beutetieren ausgehen, während seine optische Wahrnehmung vor allem der Fortbewegung und der Kontrastwahrnehmung dient. Er ist vor allem empfindlich bei der Wahrnehmung von Frequenzen im Bereich von 25 bis 100 Hertz, die beispielsweise von kämpfenden und zappelnden Fischen ausgehen können.
Weißspitzen-Riffhaie jagen vor allem nachts, wenn die Beutefische ruhen und leicht zu erbeuten sind. Nach Einbruch der Dunkelheit durchkämmen Gruppen von Haien methodisch das Riff und brechen bei der Verfolgung von Beute auch Teile der Korallen ab. Mehrere Haie jagen dabei nach denselben Beutetieren und versperren diesen jeden möglichen Fluchtweg aus den Riffspalten. Dabei jagt jeder Hai für sich und steht mit allen anderen in direkter Nahrungskonkurrenz. Anders als Schwarzspitzen- und Graue Riffhaie werden Weißspitzen-Riffhaie nicht aufgeregter, wenn sie mit mehreren Haien jagen, und bekommen keinen Fressrausch. Neben ihrer Nachtjagd erbeuten die Haie tagsüber ebenfalls Beutetiere, jagen jedoch nicht systematisch. Vor Borneo halten sich Individuen dieser Art an Riffkanten auf, um Beutetiere aus den aufsteigenden Wasserströmen zu erbeuten. Vor Hawaii verfolgen sie Mönchsrobben (Monachus schauinslandi) und versuchen, ihnen ihre Beute zu entwenden.

### Fressfeinde, Parasiten und Putzerorganismen

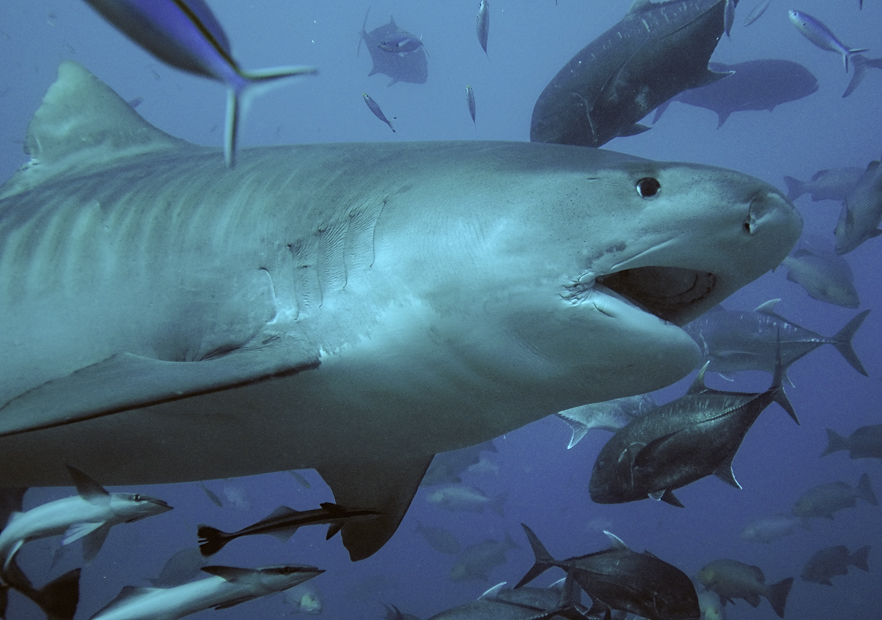
Der Tigerhai ist einer der wichtigsten Fressfeinde des Weißspitzen-Riffhais

Die wichtigsten Fressfeinde des Weißspitzen-Riffhais sind vor allem größere Haiarten wie der Tigerhai (Galeocerdo cuvier), der Galapagoshai (Carcharhinus galapagensis) und wahrscheinlich auch der Silberspitzenhai (Carcharhinus albimarginatus), obwohl diese in der Regel in größeren Wassertiefen als der Weißspitzen-Riffhai vorkommen. Ein Individuum mit einer Körperlänge von etwa 80 Zentimetern wurde zudem im Magen eines Dunklen Riesenzackenbarsches (Epinephelus lanceolatus) gefunden; diese Fische sind aufgrund ihres seltenen Vorkommens allerdings keine signifikanten Feinde des Weißspitzen-Riffhais.
Als Parasiten des Weißspitzen-Riffhais wurden innerhalb der Krebstiere der Ruderfußkrebs Paralebion elongatus und die parasitische Larve der Assel Gnathia grandilaris nachgewiesen.
Während ihrer Ruhepausen werden die Haie von verschiedenen Putzerfischen wie den Jungfischen des Lippfischs Bodianus diplotaenia und der Grundel Elacatinus puncticulatus von Ektoparasiten gereinigt. Darüber hinaus existiert ein Bericht über sieben Weißspitzen-Riffhaie, die sich mit offenem Maul und gespreizten Kiemen innerhalb eines Schwarms von nichtreinigenden Flohkrebsen aus der Gruppe der Hyperiidea befanden; es wird angenommen, dass diese üblicherweise für Putzerorganismen eingenommene Haltung durch die Bewegungen der Kleinkrebse stimuliert wurde.

### Fortpflanzung
Wie die meisten Arten der Requiemhaie ist auch der Weißspitzen-Riffhai lebendgebärend (vivipar), wobei der Embryo nach dem Verbrauch des Dotters im Uterus eine Dottersack-Plazenta zu dem Muttertier ausbildet. Auf diese Weise versorgt das Muttertier den Embryo weiterhin mit Nahrung bis zum Ende der Tragzeit. Die Weibchen haben nur einen funktionstüchtigen Eierstock sowie paarig zwei Ausführgänge mit entsprechend zwei Uteri. Der Reproduktionszyklus läuft zweijährig ab.

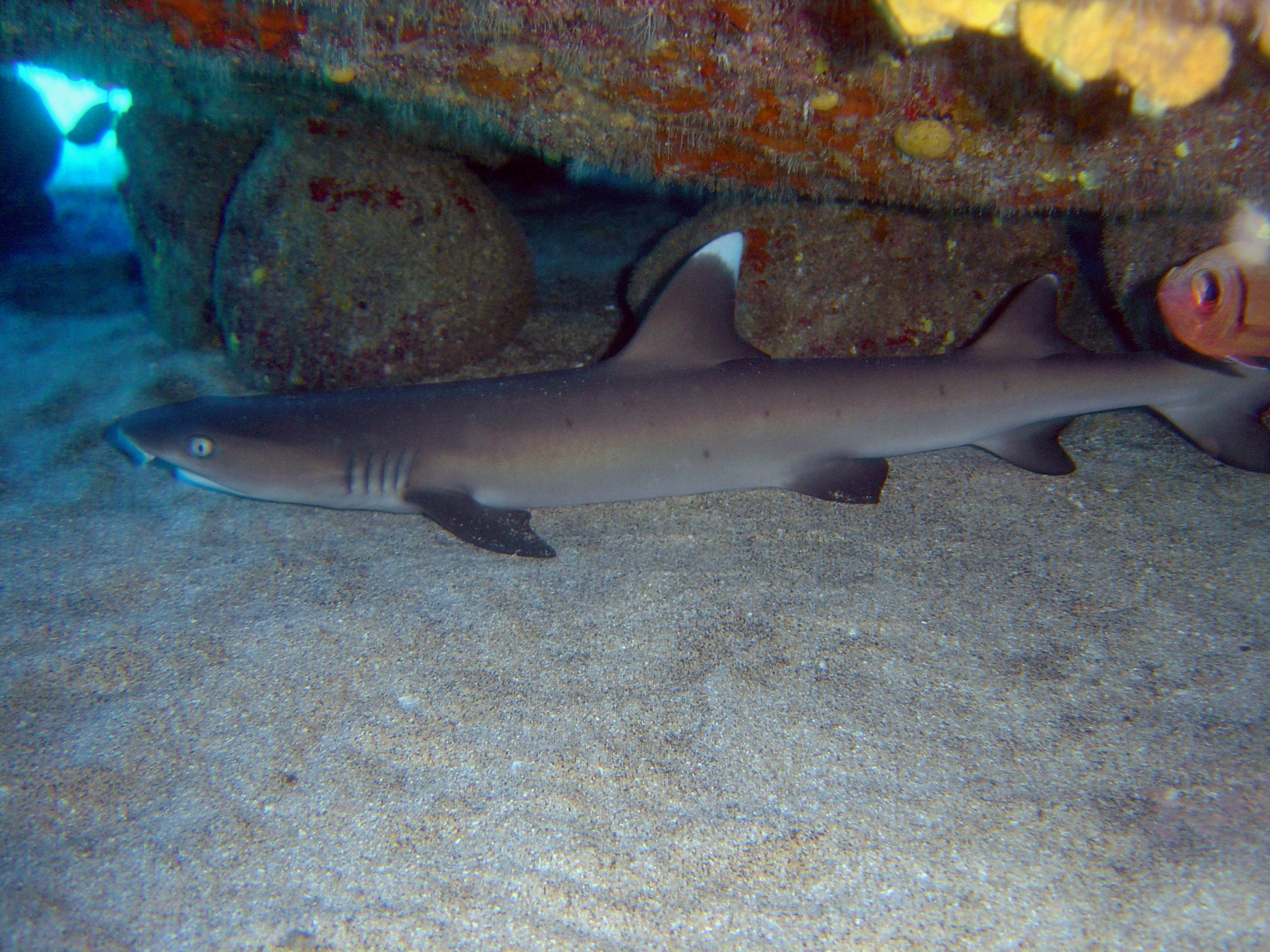
Ein Weißspitzen-Riffhai in einer Riffhöhle

Bei der Paarung verfolgen bis zu fünf Männchen ein einzelnes Weibchen und beißen es in die Flossen und den Körper, um es festzuhalten. Wahrscheinlich werden die Männchen dabei durch ein Pheromon angelockt, das die Paarungsbereitschaft signalisiert. Jedes Männchen versucht, mit dem Maul die Brustflossen des Weibchens zu greifen und es in eine Paarungsposition zu manövrieren. Dabei kommt es dazu, dass ein Weibchen zugleich von zwei Männchen an jeweils einer Flosse festgehalten wird. Sobald ein Männchen das Weibchen gepackt hat, sinkt das Paar zum Meeresboden ab und das (oder die) Männchen dreht einen seiner Klaspern, die männlichen Paarungsorgane, nach vorn. Dabei füllt es den angrenzenden Wassersack mit Seewasser, um die Spermien in die weibliche Genitalöffnung spülen zu können. Das Männchen versucht nun, in Bauchkontakt mit dem Weibchen zu kommen; dieser wird häufig durch das Aufpressen des Weibchens auf den Meeresboden verhindert, wobei es sich um eine Form der Partnerwahl durch das Weibchen handeln könnte. Das Männchen hat nur eine begrenzte Zeit für die Kopulation, da es während der Zeit, in der es die Flosse des Weibchens im Maul behält, nicht atmen kann. Wenn das Weibchen der Paarung zustimmt, legen sich die Partner nebeneinander mit dem Kopf auf den Meeresboden und pressen ihre Körper gegeneinander, wobei die hintere Körperhälfte nach oben weist.
Die Weibchen bringen nach einer Tragzeit von 10 bis 13 Monaten 1 bis 6 Junghaie zur Welt. Die Anzahl der Jungtiere ist dabei unabhängig von der Größe des Weibchens, und jedes Weibchen bringt im Laufe seines Lebens durchschnittlich 12 Junghaie zur Welt. Die Geburt der Junghaie erfolgt im Bereich von Französisch-Polynesien vom Mai bis August (Herbst bis Winter), am Eniwetok-Atoll im Juli (Sommer) und um Australien im Oktober (Sommer). Die Geburt erfolgt schwimmend, wobei sich das Weibchen stark verbiegt und dreht. Jedes Jungtier braucht nach Aquarienbeobachtungen weniger als eine Stunde für die Geburt. Die Junghaie sind 52 bis 60 Zentimeter lang und haben verglichen mit den ausgewachsenen Tieren relativ längere Schwanzflossen.
Verglichen mit anderen Requiemhaien wächst diese Art nur sehr langsam. Die Neugeborenen wachsen etwa 16 Zentimeter im Jahr, während die geschlechtsreifen Tiere eine Wachstumsrate von 2 bis 4 Zentimeter pro Jahr haben. Die Tiere werden mit etwa 1,1 Metern nach etwa 8 bis 9 Jahren geschlechtsreif; dabei können regionale Unterschiede vorkommen, und es wurden bereits geschlechtsreife männliche Tiere mit 0,85 Meter Körperlänge von den Malediven dokumentiert. Im Great Barrier Reef bei Australien werden die Männchen bis 14 Jahre und die Weibchen bis 19 Jahre alt; das maximale Alter wird auf etwa 25 Jahre geschätzt. 2008 wurde ein Fall von potenzieller asexueller Fortpflanzung aus dem Nyiregyhaza Centre in Ungarn berichtet; ältere Berichte von potenzieller asexueller Fortpflanzung bei Haien beziehen sich auf den Schaufelnasen-Hammerhai (Sphyrna tiburo), den Kleinen Schwarzspitzenhai (Carcharhinus limbatus) und den Weißgepunkteten Bambushai (Chiloscyllium plagiosum).

## Evolution und Systematik
Die wissenschaftliche Erstbeschreibung des Weißspitzen-Riffhais erfolgte 1837 als Carcharias obsess durch den deutschen Naturforscher Eduard Rüppell in dessen Buch „Fische des Rothen Meeres“. Im gleichen Jahr wurde die Art von Johannes Müller und Jakob Henle als einzige Art in die von ihnen beschriebene Gattung Triaenodon überstellt, deren Name sich von der dreizackartigen Zahnform des Hais ableitet (von griech. τρίαινα, tríaina für „Dreizack“ und ὀδούς, odoús für „Zahn“). Da Rüppell keinen Holotypus festlegte, wurde 1960 ein 31 Zentimeter langes Exemplar, das vor Dschidda in Saudi-Arabien gefangen wurde, als Lectotyp bestimmt.
Der ehemals in die Familie Triakidae eingeordnete Weißspitzen-Riffhai wird heute aufgrund anatomischer Merkmale von der überwiegenden Zahl der Autoren der Familie der Requiemhaie (Carcharhinidae) zugeordnet. Zu den kennzeichnenden Merkmalen gehören hierbei die vollausgebildete Nickhaut, die sehr gut ausgebildete Grube vor der Schwanzflosse, der deutlich kleinere untere Schwanzflossenlobus sowie der Bau des Darms. Auf der Basis von morphologischen und molekularbiologischen Merkmalen bildet der Weißspitzen-Riffhai wahrscheinlich ein Taxon mit den Zitronenhaien (Negation) und den Schlitzaugenhaien (Loxodon), die innerhalb der Requiemhaie zwischen den basalen Taxa der Tigerhaie (Galeocerdo), der Scharfnasenhaie (Rhizoprionodon) und der Spatennasenhaie (Scoliodon) und den weiter abgeleiteten Arten der Gattung Carcharhinus und den Hammerhaien (Sphyrna) einzuordnen ist.

## Verhältnis zum Menschen

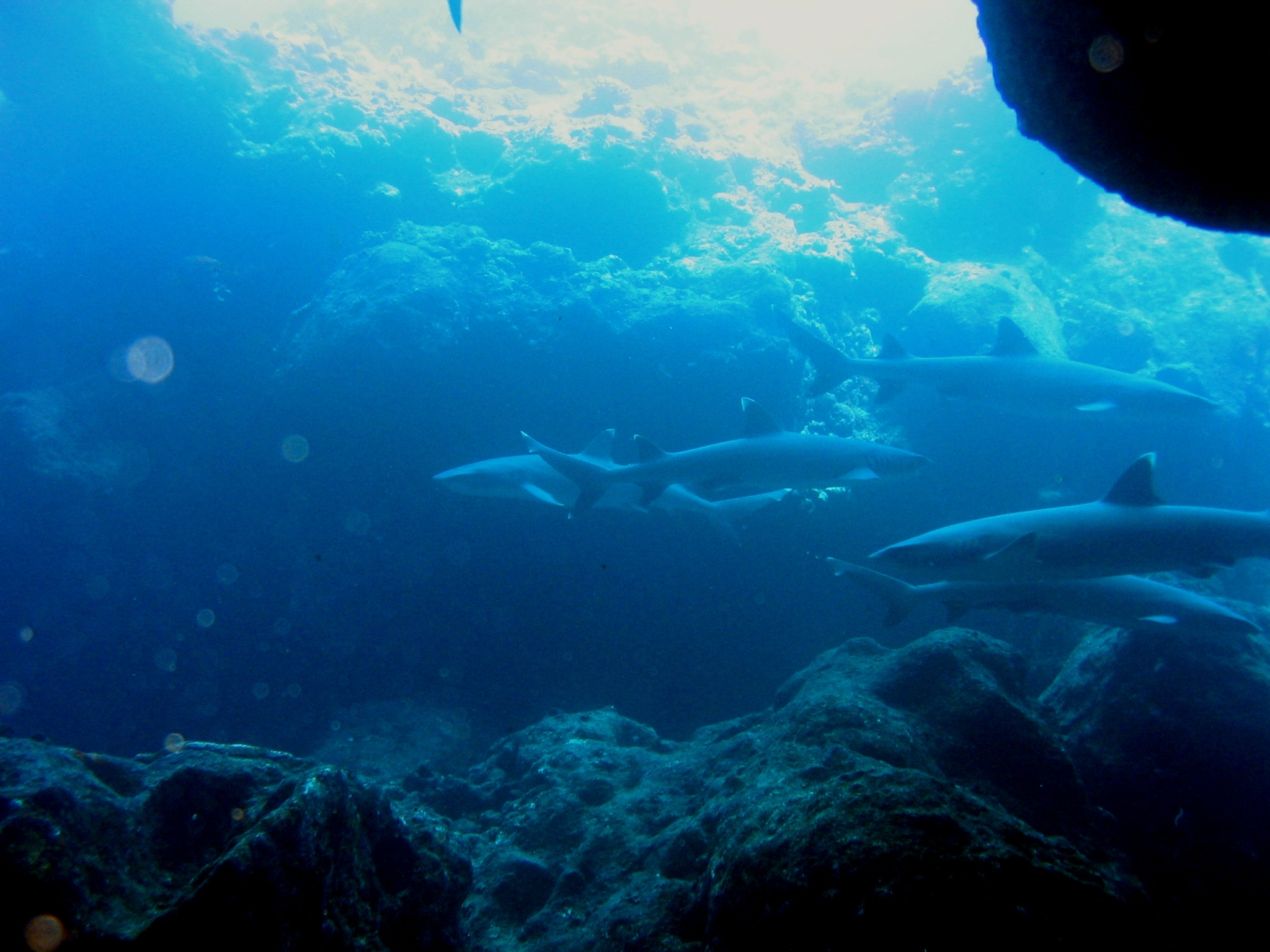
Weißspitzen-Riffhaie sind häufig in Gruppen anzutreffen, hier fünf Individuen.

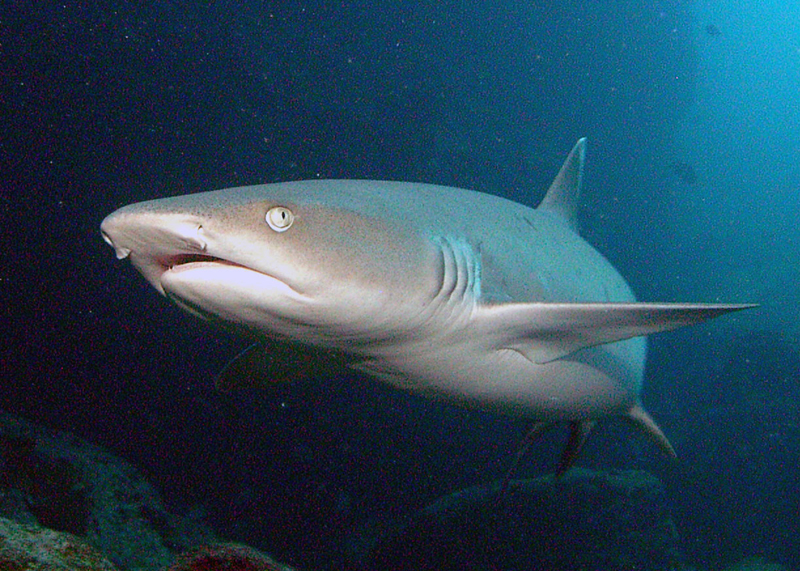
Die Haie sind Tauchern gegenüber neugierig und kommen nah an die Kamera heran

Weißspitzen-Riffhaie verhalten sich nur selten aggressiv gegenüber Menschen, obwohl es immer wieder vorkommt, dass sie sich Schwimmern nähern und sie beobachten. Gefahr droht am ehesten Speerfischern; zu Bissattacken kommt es mitunter, wenn Haie ihnen die Beute entwenden wollen. In einigen Gebieten haben die lokalen Haipopulationen gelernt, das Geräusch der Harpune oder eines heruntergelassenen Ankers mit Nahrung zu assoziieren und binnen Sekunden darauf zu reagieren. 2008 listete das International Shark Attack File zwei provozierte und drei unprovozierte Haiunfälle mit dieser Art.
Weißspitzen-Riffhaie eignen sich aufgrund ihrer Ortstreue und ihrer Lernfähigkeit, sich von den Tauchern füttern zu lassen, sehr gut für touristische Zwecke. In der Mythologie Hawaiis führte die Ortstreue der Haie zu dem Glauben an die nā ʻaumākua, die Geister der Ahnen, die Tiergestalt annehmen und ihre Nachkommen beschützen.
Der kommerzielle Haifang des Weißspitzen-Riffhais wird vor allem vor Pakistan, Indien, Sri Lanka und Madagaskar sowohl mittels Langleinen als auch mittels Schleppnetzen betrieben. Die Art wird zum Verzehr des Fleisches und der Leber gefangen, allerdings sind Berichte von Fischvergiftungen durch Ciguatera speziell durch die Leber, die hohe Konzentrationen der Giftstoffe enthalten kann, bekannt.
In der Roten Liste der International Union for Conservation of Nature (IUCN) wird der Weißspitzen-Riffhai als Art der Vorwarnliste (Near Threatened) eingestuft, da die Population wegen der unregulierten Fischerei in ihrem Verbreitungsgebiet in den letzten Jahrzehnten abnimmt. Aufgrund ihrer relativ geringen Reproduktion und ihrer limitierten Habitate wird die Art als empfindlich gegenüber einer Überfischung eingestuft. Im Great Barrier Reef nahmen die Populationen des Weißspitzen-Riffhais in Gebieten mit starkem Fischereidruck um 80 % gegenüber den Schutzgebieten ab. Darüber hinaus wurden in Gebieten, in denen Boote erlaubt, die Fischerei jedoch verboten ist, Rückgänge in vergleichbarer Höhe durch Wilderei festgestellt. Ohne einen verbesserten Schutz werden die Bestände demographischen Modellen entsprechend in den nächsten Jahren um weitere 6,6 bis 8,3 % zurückgehen.